# Tarik Mete
Tarik Mete (* 15. August 1986 in Hallein) ist ein österreichischer Politiker (SPÖ). Derzeit ist er Gemeinderat der Stadt Salzburg. Von 3. Februar bis zum 13. Dezember 2016 war er Abgeordneter zum Salzburger Landtag. Er war  Landesvorsitzender der JUSOS (SPÖ Jugend) Salzburg.

## Ausbildung und Beruf
Der Salzburger mit türkischen Wurzeln besuchte die Heinrich-Salfenauer-Volksschule in Salzburg-Schallmoos und das Christian-Doppler-Gymnasium, an dem er im Jahr 2004 mit Auszeichnung maturierte. Er absolvierte ein Diplomstudium der Rechtswissenschaften (2010 Mag. iur.) und die Gerichtspraxis. Danach begann er ein Doktoratsstudium der Rechtswissenschaften an der Universität Salzburg und promovierte 2017 (Dr. iur.). Zudem erwarb er Abschlüsse in Politikwissenschaften (2013 BA) sowie in European Union Studies (2013 MA) und bildete sich auch anderweitig fort. Zusätzlich absolvierte Mete einerseits einen Master-Lehrgang in Business Administration (2017 MBA) in Kooperation mit der Georgetown-Universität in Washington und einen weiteren Master in Management (2018 MIM) an der Salzburg Management and Business School (SMBS). Im Rahmen seiner Studienzeit absolvierte Mete auch zahlreiche Auslandsaufenthalte, wie etwa in Olomuc (Tschechien), Marburg (Deutschland) und Istanbul (Türkei). Berufliche Erfahrung sammelte Mete etwa als Fachreferent in einem Personal-Unternehmen (2004 bis 2006), im IT-Bereich, im Büro der Landeshauptfrau Gabriele Burgstaller und beim SPÖ-Landtagsklub (2010 bis 2011). Sein Studium finanzierte er unter anderem als Taxi-Lenker in Salzburg. Nach dem Diplomstudium der Rechtswissenschaften absolvierte er das Gerichtsjahr am Bezirksgericht Hallein und am Landesgericht Salzburg. Von 2012 bis 2013 war er im SPÖ-Parlamentsklub in Wien als parlamentarischer Mitarbeiter tätig. Im September 2013 trat Mete eine Stelle bei der Salzburger Gebietskrankenkasse (SGKK) als Direktionsjurist und Gesundheitskoordinator an. Mittlerweile ist er Abteilungsleiter-Stellvertreter in der SGKK, zuständig für Vertragsrecht.

## Politik & gesellschaftliches Engagement
Den Jungsozialisten schloss sich Mete in seiner Gymnasialzeit an, war von 2006 bis 2008 stellvertretender Vorsitzender für Salzburg-Stadt, von 2008 bis 2010 Mitglied des Landesvorstandes (und Integrationssprecher), von 2010 bis 2013 Landesvorsitzender und Mitglied des Bundesvorstandes. Als Student engagierte er sich beim Salzburger VSStÖ in der Redaktion von „Die VAUST“. In der SPÖ ist er unter anderem seit 2010 Mitglied des Landesparteivorstandes, Mitglied des Bezirksausschusses für Salzburg-Stadt und Vorstandsmitglied der Jungen Generation (2012 stellvertretender Bundesvorsitzender), seit 2013 Mitglied des SPÖ-Landesparteipräsidiums. Darüber hinaus ist Mete bei den Salzburger Kinderfreunden, beim BSA und beim SWV engagiert. Bei der Landtagswahl 2013 präsentierte ihn die SPÖ als ihren Jugendkandidaten. Er konnte vor allem junge Migranten überzeugen und setzte sich bei den Vorzugsstimmen mit einer Zahl von 1832 an die Spitze, sollte aber gemäß einer parteiinternen Absprache erst zur Halbzeit in den Landtag einziehen.
Am 3. Februar 2016 wurde Mete als erster aus einer sogenannten Gastarbeiterfamilie stammender Abgeordneter des Salzburger Landtags angelobt. Er übernahm von Nicole Solarz während ihrer Elternkarenz ihre Funktion als Landtagsabgeordneter. Im Landtag fungierte Mete für die SPÖ-Landtagsfraktion als Bereichssprecher für Jugend, Integration, Asyl, Sport und Transparenz. Seit Mai 2019 ist Mete Gemeinderat in der Stadt Salzburg, Sprecher seiner Fraktion für Verkehr, Kontrolle und Vielfalt. Darüber hinaus gründete der junge Jurist die Global Shapers Community Hub in Salzburg (Teilorganisation des World Economic Forum) und wurde von der GMF-Stiftung (German Marshall Fund of the United States) in Washington für das Marshall Memorial Fellowship ausgewählt. Zudem ist Mete Gründer und Obmann des gemeinnützigen Vereins „Vielfalt in Aktion (ViA)“, der unter anderem das Leadership Programm für junge Menschen anbietet.

## Politische Stationen
Internationaler Referent der ÖH–HochschülerInnenschaft an der Universität Salzburg war er von 2008 bis 2010. Von 2010 bis 2013 war Tarik Mete Landesvorsitzender der JUSOS Salzburg  Seit 2010 ist er Mitglied des Bezirksausschusses der SPÖ Salzburg-Stadt und des Landesparteivorstandes. Im Landesparteipräsidiums der SPÖ Salzburg ist er seit 2013. Mitglied des Bundesvorstandes der Sozialistischen Jugend war er von 2010 bis 2014. Seit 2012 ist er Mitglied im Landesvorstand des BSA Salzburg, seit 2014 im Landesvorstand der Kinderfreunde Salzburg und seit 2015 im Landesvorstand des Salzburger Wirtschaftsverbands. Landesvorsitzender des Jung-BSA ist er seit 2012. Von 2012 bis 2014 stellvertretender Bundesvorsitzender der Jungen Generation in der SPÖ. Mitglied des Landesjugendbeirats ist er seit 2014. Abgeordneter zum Salzburger Landtag war er vom 3. Februar bis zum 13. Dezember 2016. Er kandidierte für die Nationalratswahlen 2019 auf dem aussichtslosen Listenplatz 134 und ohne einen Vorzugsstimmenwahlkampf zu machen und erzielte 15.000 Vorzugsstimmen, womit er bundesweit auf Platz sieben und innerhalb der SPÖ auf Platz zwei der Kandidaten (hinter Pamela Rendi-Wagner) mit den meisten Vorzugsstimmen war.
Im Oktober 2021 wurde Mete zum Vizepräsidenten des Sozialdemokratischen Wirtschaftsverbandes Österreich gewählt.